# R del Centaure
R del Centaure (R Centauri) és un estel variable a la constel·lació de Centaure, situat al sud de la mateixa prop d'Hadar (β Centauri). De magnitud aparent mitjana de +7,18, es pot observar amb binocles. S'hi troba a una distància aproximada de 2.100 anys llum del sistema solar.
R del Centaure és un estel binari, la component principal del qual és una gegant vermella lluminosa de tipus espectral M4-6e amb un radi 274 vegades major que el radi solar. Està classificada com una variable de període llarg, concretament com a variable Mira amb una variació en la seva magnitud de +5,30 a +11,80 en un període de 546,2 dies. No obstant això, la seva corba de llum mostra certes peculiaritats: alterna entre un mínim més profund i un altre menys profund (una característica que R Centauri comparteix amb pocs altres estels) mostrant l'aspecte d'un doble màxim, i el seu període i amplitud han anat decreixent contínuament al llarg dels últims 50 anys.
Les variables Mira com R del Centaure es troben en una etapa de la seva evolució estel·lar en la qual té lloc la fusió d'hidrogen en una capa al voltant d'una capa d'heli inert resultat de la fusió prèvia. No obstant això, de forma irregular, la capa d'heli torna a encendre's quan aconsegueix una massa crítica produïda per la fusió de l'hidrogen en la capa immediatament superior. L'encesa de l'heli es dona de forma bastant abrupta i es denomina «flaix de l'heli». Això produeix que la capa d'hidrogen s'expandisca i refrede interrompent la fusió d'aquest element, que era el que empenyia cap a fora les capes exteriors. Això genera una lleu caiguda en la lluminositat i una disminució de la grandària de l'estel, que es reflecteix en el seu període de pulsació. Quant menor és la grandària de l'estel, més curt és el seu període.